# قرار مجلس الأمن التابع للأمم المتحدة رقم 1678
قرار مجلس الأمن التابع للأمم المتحدة رقم 1678، الذي اتخذ بالإجماع في 15 مايو 2006، بعد التأكيد على جميع القرارات المتعلقة بالحالة بين إريتريا وإثيوبيا، ولا سيما القرارات 1640 (2005)، 1661 (2006) و1670 (2006)، مدد مجلس الأمن ولاية بعثة الأمم المتحدة في إثيوبيا وإريتريا حتى نهاية مايو 2006.

## القرار

### أعمال
جدد القرار 1678 تفويض بعثة الأمم المتحدة في إثيوبيا وإريتريا حتى 31 مايو 2006 وطالب مرة أخرى إثيوبيا وإريتريا بالامتثال للقرار 1640. ودُعيت جميع الدول إلى تقديم مساهمات للصندوق الاستئماني ودعم بعثة الأمم المتحدة في إثيوبيا وإريتريا.
علاوة على ذلك، قرر أعضاء المجلس أنه في حالة عدم الامتثال للقرار 1640، وفي ضوء نتائج اجتماع لجنة الحدود في 17 مايو 2006، سيتم إجراء تعديلات على ولاية بعثة الأمم المتحدة في إثيوبيا وإريتريا ومستوى قواتها بحلول نهاية مايو 2006.
أخيرًا، صدرت تعليمات للأمين العام كوفي عنان بتقديم تقرير عن الامتثال للقرار 1640 في غضون سبعة أيام، وكذلك تقديم اقتراحات بشأن تعديل ولاية بعثة الأمم المتحدة في إثيوبيا وإريتريا لدعم عملية ترسيم الحدود.

## روابط خارجية
- نص القرار في undocs.org